# Liste der Biografien/Meib
Liste der Biografien |
Portal Biografien |
Personensuche
# |
A |
B |
C |
D |
E |
F |
G |
H |
I |
J |
K |
L |
M |
N |
O |
P |
Q |
R |
S |
T |
U |
V |
W |
X |
Y |
Z |
?
 
Ma |
Mb |
Mc |
Md |
Me |
Mf |
Mg |
Mh |
Mi |
Mj |
Mk |
Ml |
Mm |
Mn |
Mo |
Mp |
Mq |
Mr |
Ms |
Mt |
Mu |
Mv |
Mw |
Mx |
My |
Mz
 
Mea–Mee |
Mef |
Meg |
Meh |
Mei |
Mej |
Mek |
Mel |
Mem |
Men |
Meo |
Mep |
Mer |
Mes |
Met |
Meu |
Mev |
Mew |
Mex |
Mey |
Mez
 
Meib |
Meic |
Meid |
Meie |
Meif |
Meig |
Meih |
Meij |
Meik |
Meil |
Meim |
Mein |
Meip |
Meir |
Meis |
Meit |
Meiu |
Meiw |
Meix |
Meiz
Die Liste der Biografien führt alle Personen auf, die in der deutschsprachigen Wikipedia einen Artikel haben. Dieses ist eine Teilliste mit 20 Einträgen von Personen, deren Namen mit den Buchstaben „Meib“ beginnt.

## Meib

### Meiba
- Meibauer, Gustav Adolf (1821–1897), deutscher Jurist und Parlamentarier
- Meibauer, Jörg (* 1953), deutscher Germanist
- Meibauer, Robert (1833–1897), deutscher Jurist und Politiker (DFP), MdR

### Meibe
- Meibeyer, Wolfgang (* 1938), deutscher Geograph

### Meibo
- Meibohm, Helene (1893–1982), deutsche Politikerin (SPD), Gewerkschafterin
- Meibom, Barbara von (* 1947), deutsche Politologin und Kommunikationswissenschaftlerin
- Meibom, Brandan (1678–1740), deutscher Botaniker und Professor der Pathologie, Semiotik und Botanik
- Meibom, Hans von (1879–1960), deutscher Verwaltungsjurist in der Provinz Posen
- Meibom, Hans-Dieter von (* 1941), deutscher Manager
- Meibom, Heinrich (1555–1625), deutscher Historiker und Dichter
- Meibom, Heinrich (1638–1700), deutscher Mediziner und Dichter
- Meibom, Heinrich von (1784–1874), kurhessischer Generalmajor
- Meibom, Hermann Dietrich (1671–1745), deutscher Jurist, Historiker und Hochschullehrer
- Meibom, Irmgard von (1916–2001), deutsche Physiotherapeutin, Vorsitzende des Deutschen Frauenrates
- Meibom, Johann Heinrich (1590–1655), deutscher Arzt und Professor der Medizin
- Meibom, Marcus († 1710), dänischer Altphilologe, Musiktheoretiker, Mathematiker, Antiquar und Bibliothekar
- Meibom, Oskar von (1813–1874), deutscher Richter und Politiker
- Meibom, Viktor von (1821–1892), deutscher Rechtswissenschaftler
- Meiborg, Christa, deutsche Ur- und Frühgeschichtliche sowie Mittelalterarchäologin

### Meibu
- Meiburg, Gesche (1581–1617), „Jeanne d’Arc von Braunschweig“, half 1615 die Stadt vor der Eroberung zu bewahrenGesche Meiburg (1581–1617)

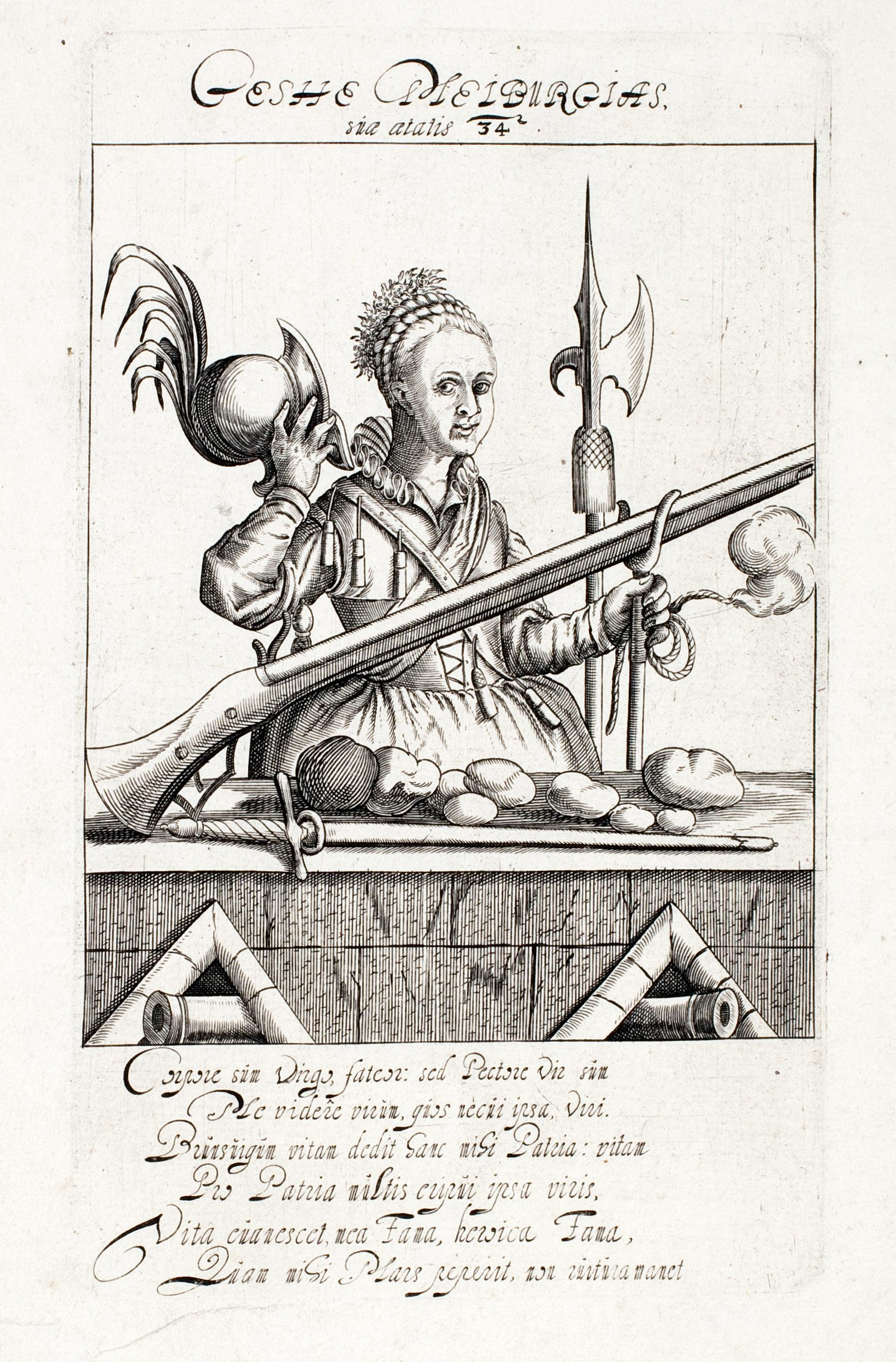
Gesche Meiburg (1581–1617)